# Le Thieulin
Le Thieulin ist eine französische Gemeinde mit 427 Einwohnern (Stand: 1. Januar 2022) im Département Eure-et-Loir in der Region Centre-Val de Loire; sie gehört zum Arrondissement Nogent-le-Rotrou und zum Kanton Illiers-Combray. 

## Geographie
Le Thieulin liegt etwa 32 Kilometer westsüdwestlich von Chartres und wird umgeben von den Nachbargemeinden Friaize im Norden, Chuisnes im Nordosten, Fruncé im Osten, Saint-Denis-des-Puits im Südosten und Süden, Les Corvées-les-Yys im Süden und Südwesten sowie Champrond-en-Gâtine im Westen. Im südlichen Gemeindegebiet entspringt das Flüsschen Vallée de la Charentonne, knapp außerhalb der südlichen Gemeindegrenze verläuft der Loir.

## Bevölkerungsentwicklung
| Jahr                       | 1962 | 1968 | 1975 | 1982 | 1990 | 1999 | 2006 | 2013 | 2020 |
| Einwohner                  | 230  | 213  | 217  | 239  | 293  | 329  | 390  | 421  | 450  |
| Quellen: Cassini und INSEE |      |      |      |      |      |      |      |      |      |

## Sehenswürdigkeiten
- Kirche Saint-Eustache-et-Saint-Fiacre

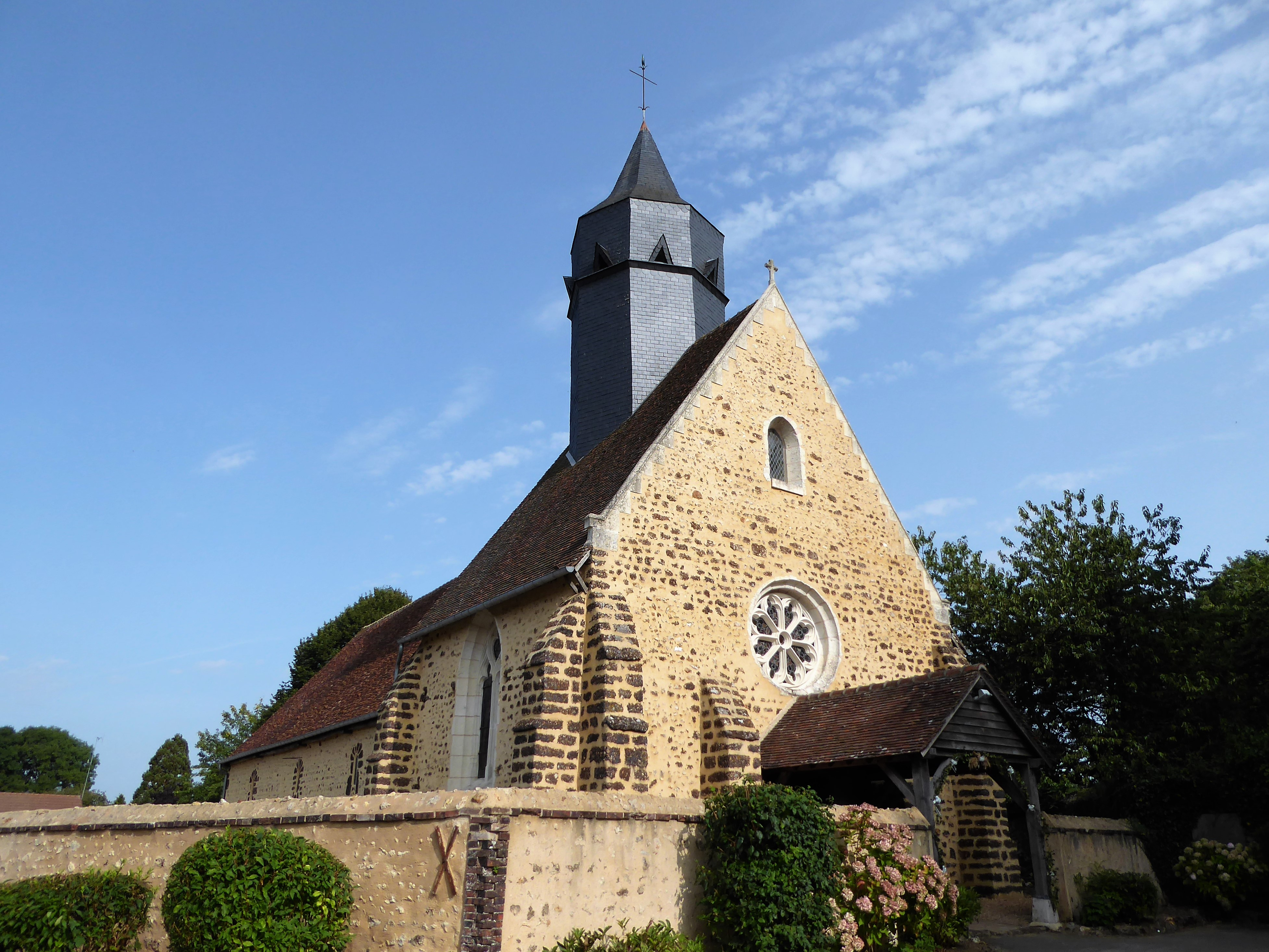
Kirche Saint-Eustache-et-Saint-Fiacre

- Schloss Le Thieulin